# Jørgen Sonne (författare)
Jørgen Jacobsen Sonne, född 15 oktober 1925 i Köpenhamn, död 9 september 2015, var en dansk diktare, författare och översättare.
Sonne var candidatus magisterii i historia och engelska och har undervisat på gymnasium och vid tre universitet. Utöver sitt skönlitterära författarskap stod han bakom flera översättningar från engelska, franska, tyska och spanska, samt varit redaktör för många antologier. År 2000 blev hedersdoktor vid Roskilde universitet.